# Montù Beccaria
Montù Beccaria – miejscowość i gmina we Włoszech, w regionie Lombardia, w prowincji Pawia.
Według danych na rok 2004 gminę zamieszkiwało 1685 osób, 112,3 os./km².